# Interkalacja (chemia)

W wyniku interkalacji następuje deformacja (po prawej) DNA w podwójnej helisie (po lewej trzy miejsca interkalacji)

Interkalacja – zjawisko wiązania niewielkich cząsteczek, wewnątrz cząsteczek związków wielkocząsteczkowych lub wewnątrz struktur ponadcząsteczkowych zbudowanych z cząsteczek związanych ze sobą np. wiązaniami wodorowymi, czy oddziaływaniami van der Waalsa.
Przykładem interkalacji jest tworzenie się stabilnych kompleksów z przeniesieniem ładunku pomiędzy DNA a planarnymi cząsteczkami, które dzięki swej płaskiej strukturze maja zdolność wsunięcia się pomiędzy sąsiadujące ze sobą pary zasad nukleinowych. Takie niewielkie cząsteczki przyłączające się do makrocząsteczek nazywane są interkalatorami.
Przykład:
- Bromek etydyny interkaluje między sąsiadującymi nukleotydami wzdłuż DNA powodując lokalne rozkręcenie o 26 stopni, co wydłuża formy liniowe i rozkręca formy koliste DNA. Efektem jest zmniejszenie ruchliwości elektroforetycznej o około 15%.
- Innym przykładem interkalatora jest oranż akrydyny i DAPI.